# Clara Dobokai
Clara Dobokai (n. înainte de 1330 – d. după 1370) a fost a doua soție a lui Nicolae Alexandru, domn al Țării Românești.

## Familie
S-a căsătorit cu Nicolae Alexandru,fiul lui Basarab I și au avut două fete și posibil un fiu.
- Prințesa Ana (Împărăteasa Consortă a Bulgariei) s-a căsatorit cu Ivan Sratsimir al Bulgariei și au avut doi copii.

- Radu I care a devenit Voievod al Țarii Românești

- Prințesa Ana (Impărăteasa Consoarta a Serbiei)s-a casătorit cu Stefan Uroš V al Serbiei.Aceasta căsătorie nu a produs copii.

## Biografie
Clara Dobokai a fost fiica unui nobil maghiar, János Dobokai, ale cărui domenii erau localizate în Transilvania. Numele mamei sale și familia sunt necunoscute. Tatăl a fost prezent la un proces în 1312, arătând că el a fost în vârstă în acel moment. Clara Dobokai s-a născut cel mai probabil în 1310 sau 1320, potrivit istoricului Mihai Florin Hasan.
Hasan spune că ea s-a căsătorit cu Nicolae Alexandru, domn al Țării Românești la începutul anului 1340. Nicolae Alexandru era fiul lui Basarab, fondatorul Țării Românești.